# San Jose (Camarines Sur)
Pour les articles homonymes, voir San Jose.
San Jose est une municipalité de la province de Camarines Sur, aux Philippines.